# موبی‌وایر
موبی‌وایر (انگلیسی: MobiWire) شرکت تجهیزات مخابراتی فرانسوی است، که در سال ۲۰۱۱ تأسیس شد.